# M-Maybe
M-Maybe (« P-Peut-être »), en anglais originel , est une peinture à l'huile et à l'acrylique de l'artiste américain Roy Lichtenstein, réalisée en 1965.
Le tableau est conservé au musée Ludwig de Cologne, en Allemagne. Il représente une jeune femme blonde dont les pensées sont transcrites dans un phylactère : « M-Maybe he became ill and couldn't leave the studio ».
Le tableau M-Maybe a été exposé à la Documenta IV en 1968, où il a été vu par l'entrepreneur rhénan et collectionneur d’art Peter Ludwig. 
Le format de la toile est un carré de 152 cm de côté. Le tableau est peint avec de la peinture Magna, qui contient des pigments en résine acrylique. Ces peintures sèchent rapidement et ont un rendu mat.
Le tableau montre une femme blonde sur fond de ville américaine : on devine des gratte-ciel très schématisés. Le cadrage est serré, centré sur le buste de la jeune femme. La peau et quelques éléments du décor sont faits des points typiques de l'oeuvre de Lichtenstein, le reste est peint avec des aplats unis. Sa chevelure est l'élément le plus travaillé : des traits noirs et nets figurent ses contours et ses mèches. Elle pose sa tête sur sa main gauche gantée, et la bulle, en forme de nuage, indique sa pensée. Elle porte une veste blanche dont le col est remonté. Son visage est stéréotypé : yeux bleus, bouche pulpeuse, elle répond aux standards de la pin-up des bandes dessinées de Tony Abruzzo. Cette peinture est inspirée des bandes dessinées romantiques de l’époque, adressées aux adolescentes (« Secret Hearts », et « Girls ‘ Romances »). 
Le texte et le regard évoquent ses inquiétudes et son anticipation. Le studio évoqué dans le texte est peut-être celui de l'artiste lui-même.